# Yishuv
Yishuv (hebraisk: ישוב, oversat: "bosættelse"), Ha-Yishuv (hebraisk: הישוב "bosættelsen"), eller Ha-Yishuv Ha-Ivri (hebraisk: הישוב העברי, oversat: "den hebraiske bosættelse") og betegner de jødiske beboere i Palæstina før dannelsen af staten Israel i 1948.
Udtrykket kom i brug i 1880'erne, da der boede omkring 25.000 jøder i regionen og blev ved med at blive brugt frem til 1948, hvor der boede omkring 630.000 jøder i Palæstina. Udtrykket bruges stadig til at betegne de jødiske beboere i Palæstina før 1948 – svarende til den sydlige del af det osmanniske Syrien frem til 1918, det sydelige besatte område fra 1917-1920 og mandatområdet i Palæstina fra 1920-1948.
Nogle gange skelnes der mellem den gamle Yishuv og den nye Yishuv. Den gamle Yishuv refererer til alle de jøder, der boede i Palæstina før den første zionistiske immigrationsbølge (aliyah) i 1882, og deres efterkommere indtil 1948. De gamle Yishuv-beboere var religiøse jøder, der hovedsageligt boede i Jerusalem, Safed, Tiberias og Hebron. Der var mindre samfund i Jaffa, Haifa, Peki'in, Acre, Nablus, Shfaram og indtil 1779 i Gaza. I de sidste århundreder før moderne zionisme brugte en stor del af den gamle Yishuv deres tid på at studere Toraen og levede ellers af velgørenhed (halukka) doneret af jøder i diasporaen.
Udtrykket New Yishuv refererer til dem, der omfavnede en ny tilgang, som var baseret på økonomisk uafhængighed og forskellige nationale ideologier – snarere end strengt religiøse grunde til at bosætte sig i det "Hellige Land". Der var allerede blevet bygget huse uden for Jerusalems gamle bymure i 1860'erne – inden den første aliyah. Dette blev hurtigt efterfulgt af grundlæggerne af Moshavaen Petah Tikva, hvilket ligeledes tog fart i takt med den første aliyah i 1882. Grundlæggelsen af kvarterer og landsbyer pågik efterfølgende frem til oprettelsen af staten Israel i 1948.